# Loché-sur-Indrois
Loché-sur-Indrois ist eine französische Gemeinde mit 472 Einwohnern (Stand: 1. Januar 2022) im Département Indre-et-Loire in der Region Centre-Val de Loire. Sie gehört zum Arrondissement Loches und zum Kanton Loches. 

## Lage
Die Gemeinde Loché-sur-Indrois liegt am Indrois an der Grenze zum Département Indre, etwa 58 Kilometer südöstlich von Tours und 18 Kilometer ostsüdöstlich von Loches. Sie grenzt an Chemillé-sur-Indrois im Nordwesten und Norden, Villeloin-Coulangé im Norden und Nordosten, Nouans-les-Fontaines im Nordosten und Osten, Villedômain im Südosten, Châtillon-sur-Indre im Süden, Saint-Cyran-du-Jambot im Südwesten, Saint-Hippolyte im Südwesten und Westen sowie Sennevières im Westen und Nordwesten.

## Bevölkerungsentwicklung
| Jahr                       | 1962 | 1968 | 1975 | 1982 | 1990 | 1999 | 2006 | 2013 | 2021 |
| Einwohner                  | 968  | 872  | 721  | 582  | 556  | 532  | 516  | 550  | 461  |
| Quellen: Cassini und INSEE |      |      |      |      |      |      |      |      |      |

## Sehenswürdigkeiten
- Kloster Beaugerais, 1153 gegründet, 1791 aufgelöst, Monument historique
- Kirche Saint-Barthélémy-et-Saint-Laurent aus dem 12. Jahrhundert, Monument historique seit 1952
- Burg Loché
- Pyramide von Saint-Hubert
- ehemaliges Priorat Villiers

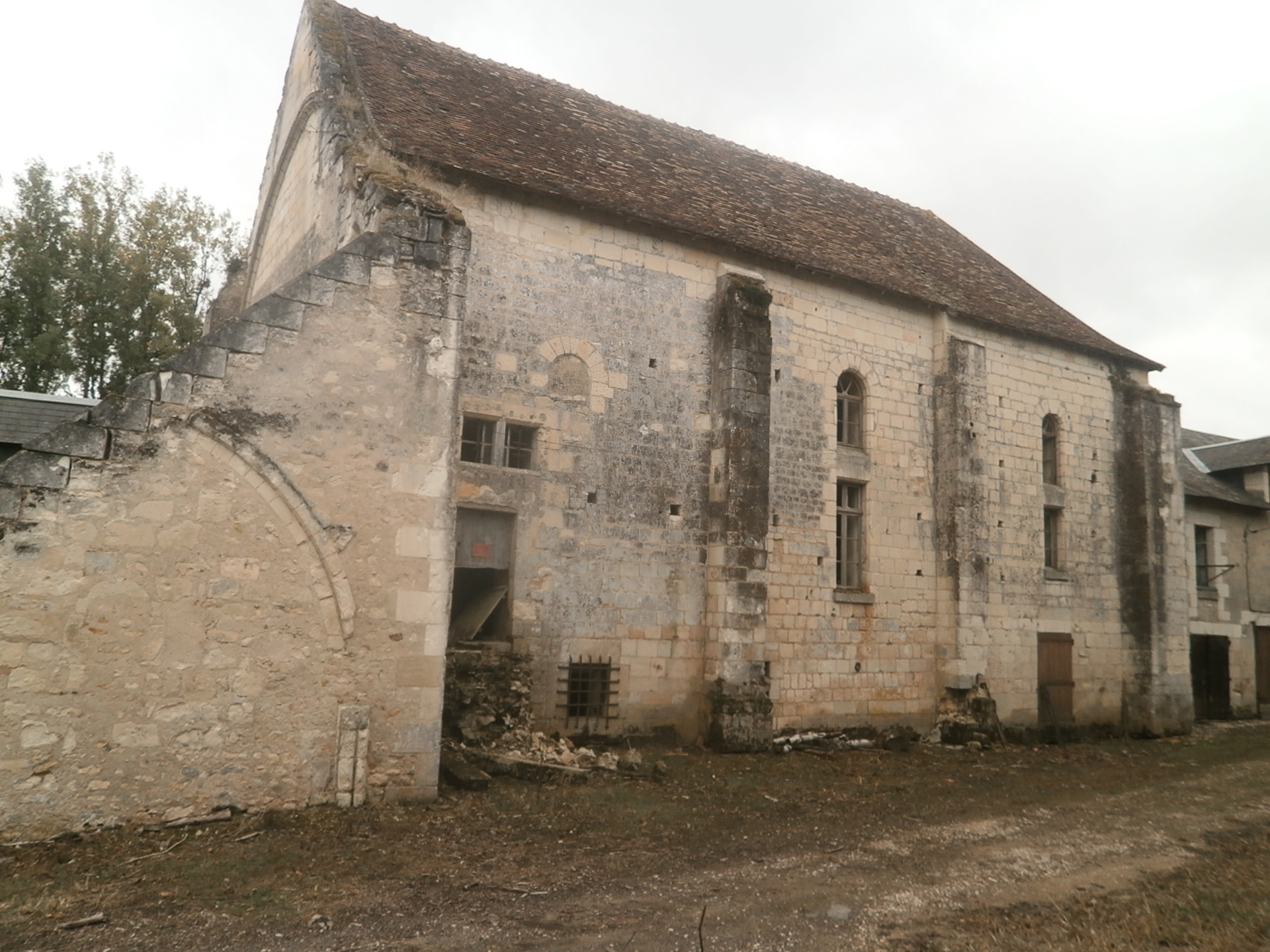
Klosterkirche von Beaugerais
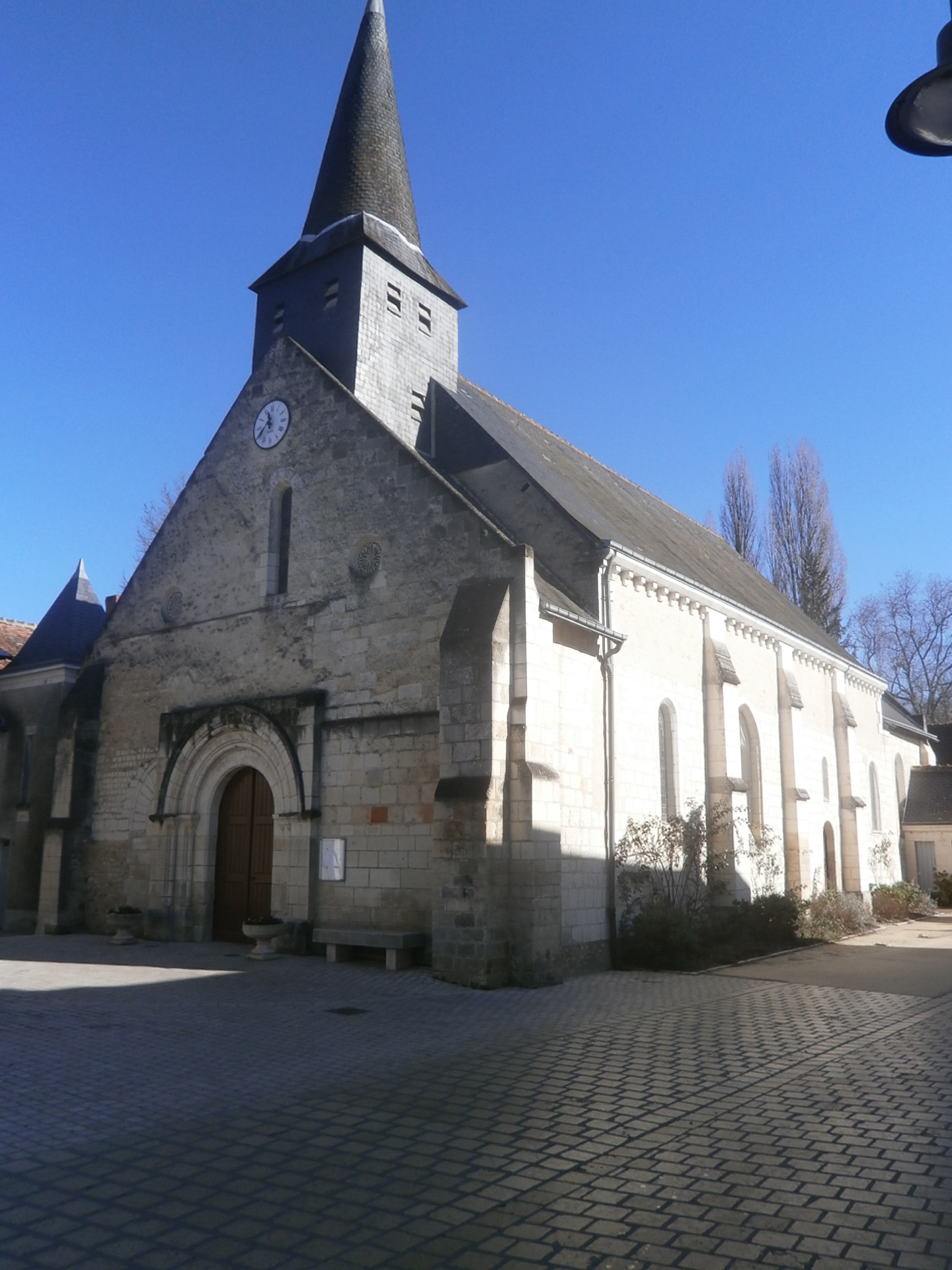
Kirche Saint-Barthélémy-et-Saint-Laurent
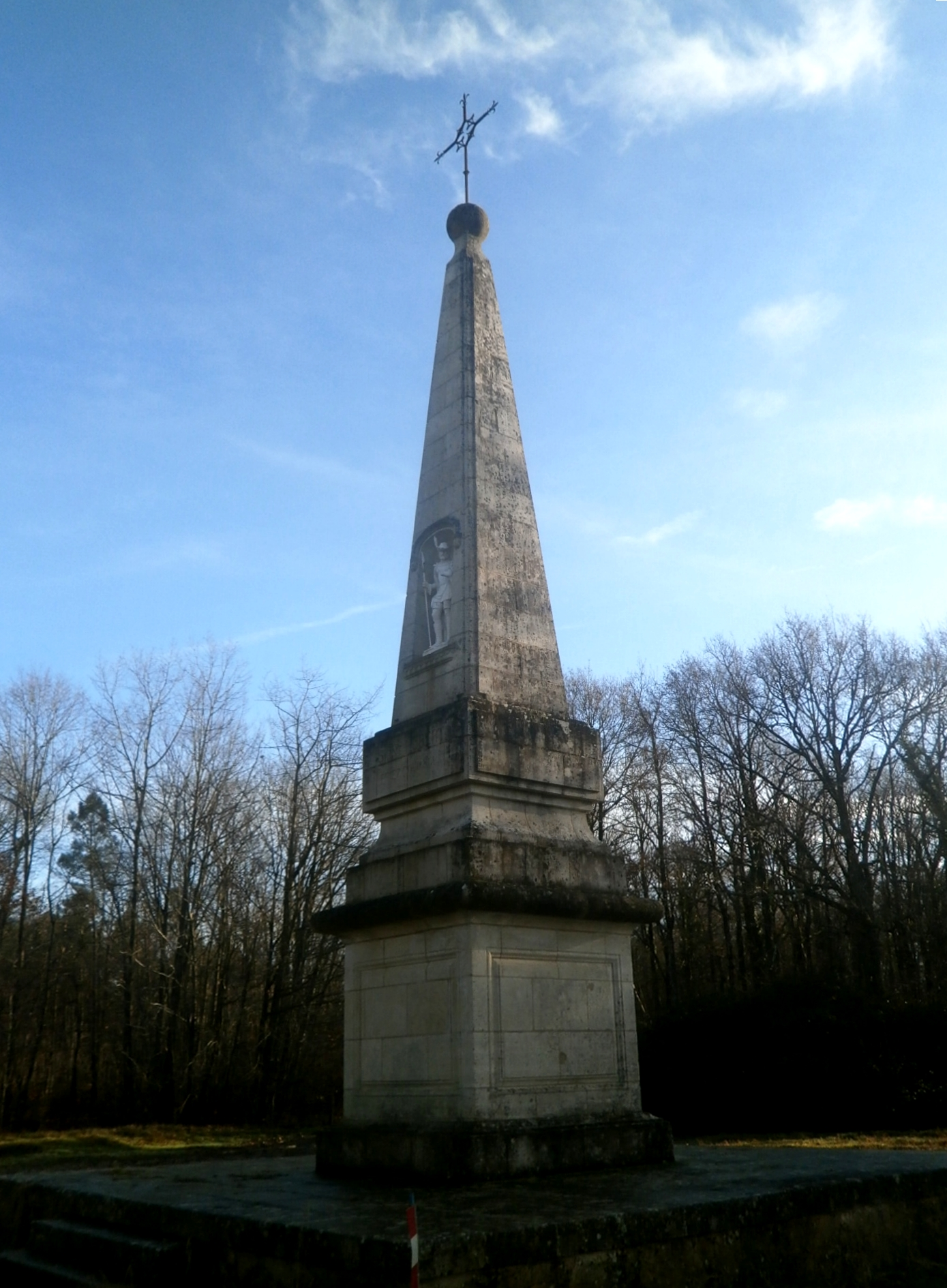
Pyramide von Saint-Hubert
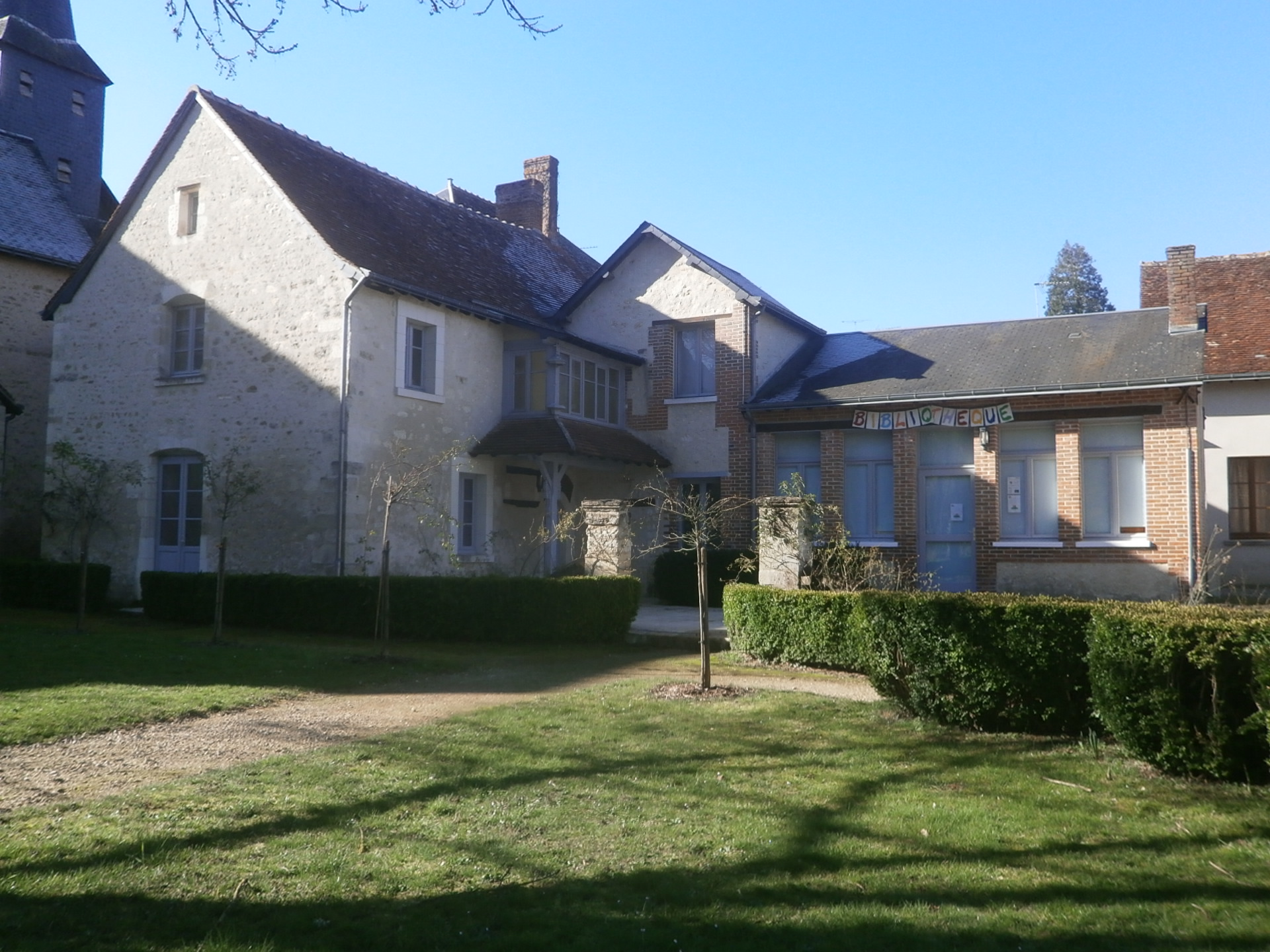
Bibliothek
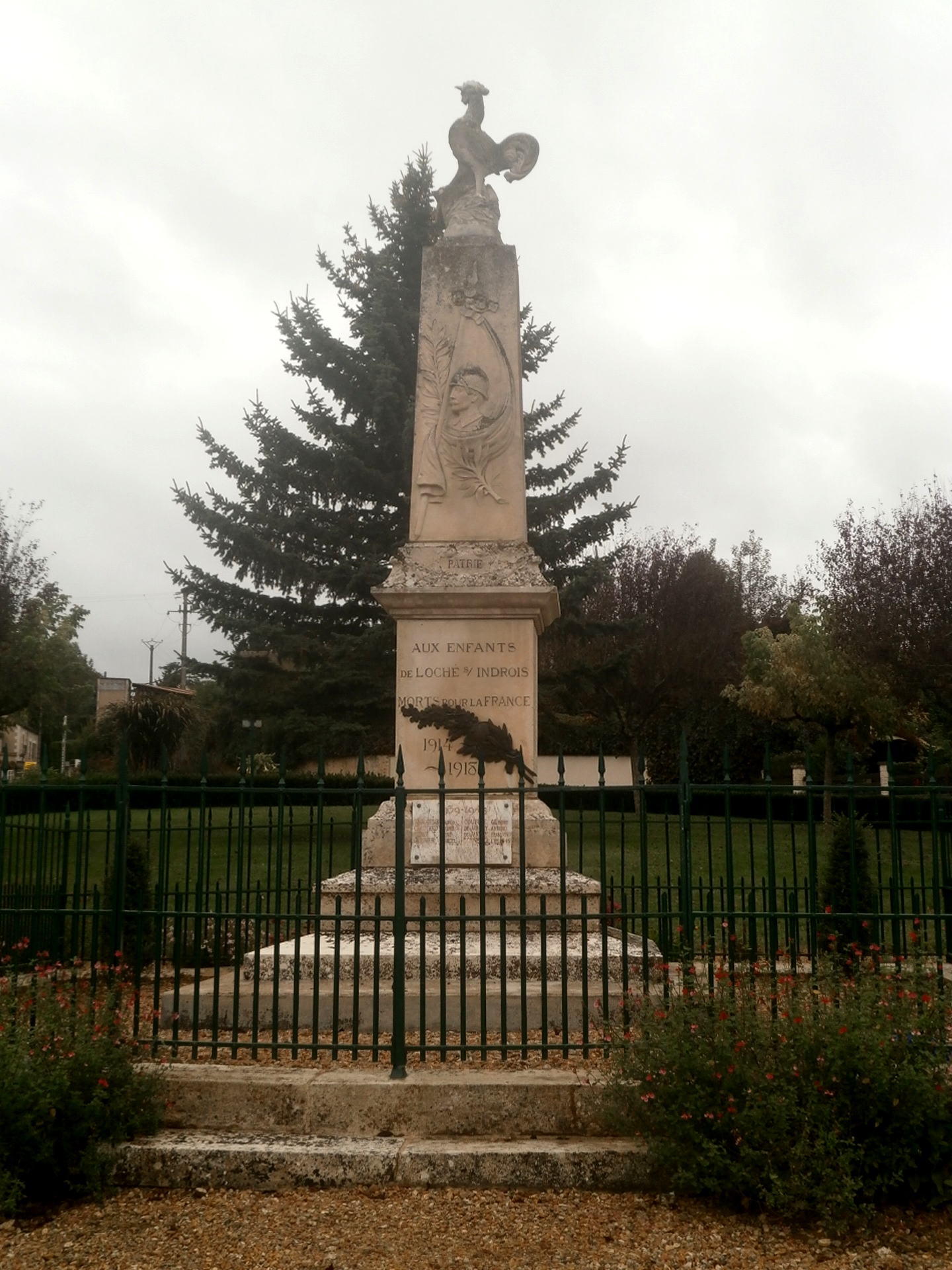
Gefallenendenkmal